# Homo helmei

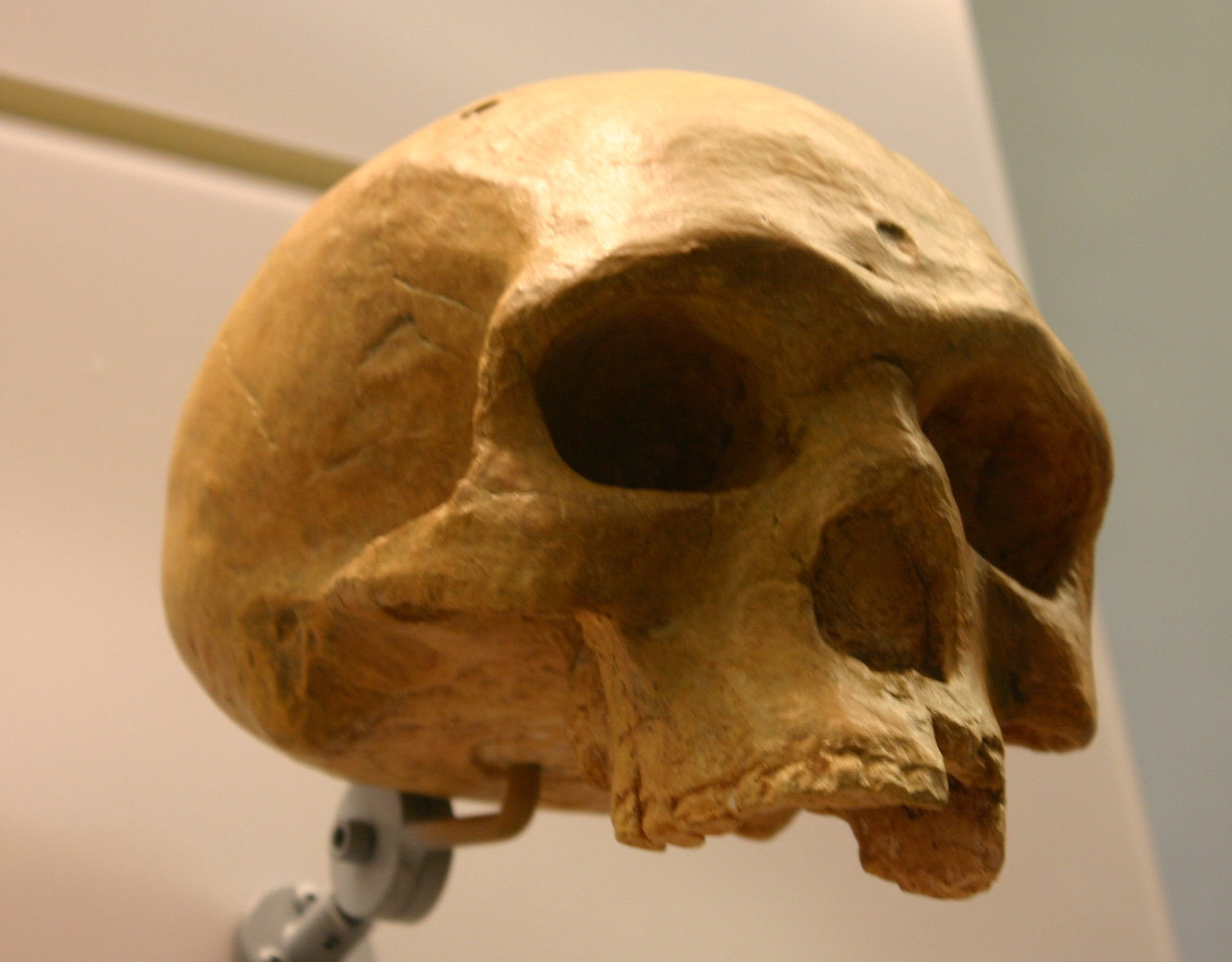
Zdjęcie zrobiono w David H. Koch Hall of Human Origins

Homo helmei – nazwa proponowana dla plejstoceńskich hominidów o cechach przejściowych między Homo heidelbergensis a Homo sapiens. Wiele takich form pochodzi z Afryki z przedziału 400-100 tys. lat temu. Odznaczają się dość dużą mózgoczaszką, ale silnie wydłużoną ku tyłowi. Ważniejsze znaleziska pochodzą znad jeziora Ndutu w Tanzanii, z Bodo w Etiopii oraz Florisbad i Elandsfontein w RPA, z Kabwe w Rodezji, z Dżabal Ighud w Maroku, z Omo w Etiopii i Ngaloby w Tanzanii.